# Копюрлікой Джамісі
Копюрлікой Джамісі (крим. Köpürliköy Camisi) — мечеть у селі Копюрлікой (Черемисівка) Білогірського району Автономної Республіки Крим.

## Історія
Мечеть Копюрлікою-Джамі було побудовано 1703 року.
За радянських часів була перетворена на склад для зерна, а в 1944 році був знесений її купол. Довгі роки мечеть перебувала в аварійному стані.
У 2014 році зусиллями місцевої громади почалася реставрація.
У 2017 році мечеть відкрили після реставрації.